# Vrouwenmarathon van Tokio 2003
De Vrouwenmarathon van Tokio 2003 vond plaats op zondag 16 november 2003. Het was de 25e editie van de Tokyo International Women's Marathon . Aan deze wedstrijd mochten alleen elite vrouwen deelnemen. Deze wedstrijd werd gewonnen door de Ethiopische Elfenesh Alemu in 2:24.47.

## Uitslagen
| rang   | naam             | land | tijd    |
| ------ | ---------------- | ---- | ------- |
| Goud   | Elfenesh Alemu   | ETH  | 2:24.47 |
| Zilver | Naoko Takahashi  | JPN  | 2:27.21 |
| Brons  | Kiyoko Shimahara | JPN  | 2:31.10 |
| 4      | Bruna Genovese   | ITA  | 2:34.32 |
| 5      | Fatuma Roba      | ETH  | 2:37.03 |
| 6      | Hisae Yoshimatsu | JPN  | 2:38.31 |
| 7      | Irina Timofejeva | RUS  | 2:39.01 |
| 8      | Yuka Hashimoto   | JPN  | 2:39.28 |
| 9      | Miki Takanaka    | JPN  | 2:42.52 |
| 10     | Kaori Ishido     | JPN  | 2:44.16 |
| 11     | Rika Tabashi     | JPN  | 2:44.41 |
| 12     | Hitomi Koike     | JPN  | 2:45.12 |
| 13     | Grazyna Syrek    | POL  | 2:47.33 |
| 14     | Christine Double | AUS  | 2:48.32 |
| 15     | Harumi Matsumoto | JPN  | 2:48.46 |
| 16     | Mitsuko Hirose   | JPN  | 2:49.59 |
| 19     | Kaori Iwamoto    | JPN  | 2:53.48 |
| 20     | Miina Ogawa      | JPN  | 2:53.55 |
| 23     | Kaori Shinjo     | JPN  | 2:54.35 |
| 24     | Rieko Nishihara  | JPN  | 2:54.57 |

Tokyo International Marathon (alleen mannen)

1981 · 1982 · 1983 · 1984 · 1985 · 1986 · 1987 · 1988 · 1989 · 1990 · 1991 · 1992 · 1993 · 1994 · 1995 · 1996 · 1997 · 1998 · 1999 · 2000 · 2001 · 2002 · 2003 · 2004 · 2005 · 2006

Tokyo International Women's Marathon (alleen vrouwen)

1979 · 1980 · 1981 · 1982 · 1983 · 1984 · 1985 · 1986 · 1987 · 1988 · 1989 · 1990 · 1991 · 1992 · 1993 · 1994 · 1995 · 1996 · 1997 · 1998 · 1999 · 2000 · 2001 · 2002 · 2003 · 2004 · 2005 · 2006 · 2007 · 2008

Tokyo Marathon (beide)

2007 · 2008 · 2009 · 2010 · 2011 · 2012 · 2013 · 2014 · 2015 · 2016 · 2017 · 2018 · 2019 · 2020 · 2021 · 2022 · 2023 · 2024